# Birger Sallnäs
Birger Ingemar Sallnäs, född den 4 december 1912 i Vislanda församling, Kronobergs län, död den 24 januari 1970 i Växjö, var en svensk historiker. Han var bror till Hilding och Torsten Sallnäs.
Sallnäs avlade studentexamen i Jönköping 1934, filosofisk ämbetsexamen i Lund 1939 och filosofie licentiatexamen 1942. Han promoverades till filosofie doktor 1947 och blev docent i historia vid Lunds universitet samma år. Sallnäs var lärare vid Jönköpings läns folkhögskola i Nässjö 1943–1945, lektor vid Lunds privata elementarskola 
1951–1960 och universitetslektor i historia från 1961. Han var ledamot av Vetenskapssocieteten i Lund.